# Aeroportul Tuntutuliak
Aeroportul Tuntutuliak (IATA: WTL, FAA LID: A61) este un aeroport din Bethel Census Area⁠(d), Unorganized Borough, Alaska, Alaska, Statele Unite ale Americii ce deservește zona Tuntutuliak⁠(d). Aeroportul a fost tranzitat în 2019 de 9.958 de pasageri. A fost numit după zona deservită.
Situat la o altitudine de 5 m, aeroportul dispune de 1 pistă.

## Infrastructură

### Piste
Aeroportul dispune de o singură pistă. Pista 02/20 are suprafața de pietriș și dimensiunile 3.025 picioare × 90 picioare. 